# Port Edwards (Wisconsin)
Port Edwards – miasto w Stanach Zjednoczonych, w stanie Wisconsin, w hrabstwie Wood.